# Grande Hermine

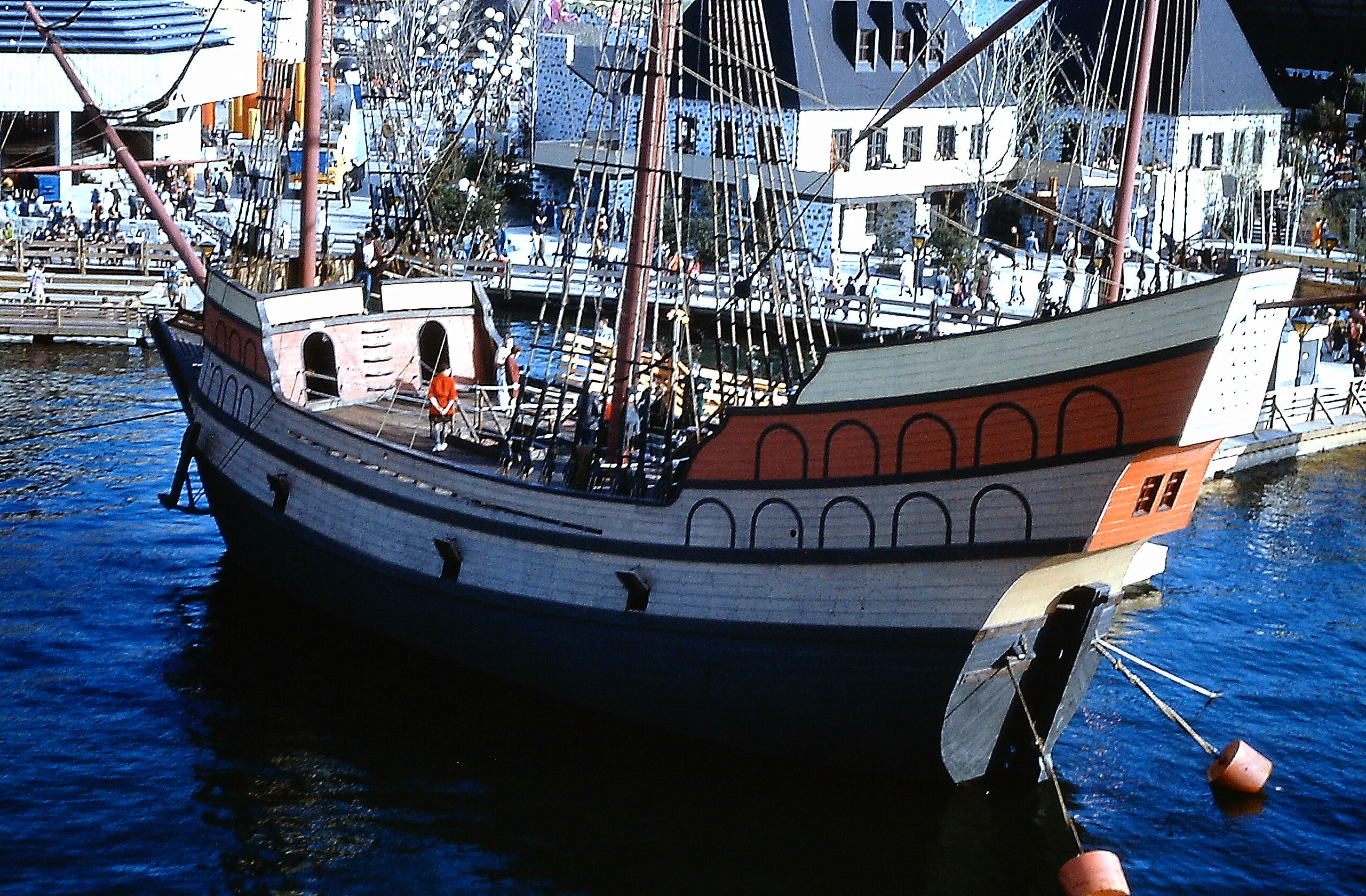
Replika der Grande Hermine bei einer Ausstellung im Jahr 1967 in Montreal

Die Grande Hermine war ein frühneuzeitliches Entdeckerschiff, das unter französischer Flagge segelte.

## Aufbau
Die Grande Hermine war eine so genannte „runde“ Karavelle. Am Vorderschiff befand sich ein Kastell, das über den Bug hinausragte. Der Fock- und Großmast führten lediglich ein Rahsegel, während der Besanmast mit einem Lateinersegel bestückt war. Von einer Bewaffnung ist bei einem Entdeckerschiff auszugehen – allerdings sind Details hierzu derzeit nicht bekannt.

## Geschichte
Der französische Seefahrer Jacques Cartier bestritt mit seinem Flaggschiff Grande Hermine mehrere Entdeckerreisen in Richtung nordamerikanischen Kontinent.
Seine erste Reise führte ihn im Jahr 1534 ins heutige Kanada, wo er 1541 schließlich Neufrankreich („Nouvelle France“) – die erste französische Kolonie – gründete.
Seine zweite Reise führte ihn zum Sankt-Lorenz-Strom, den er zusammen mit den Karavellen Ermillon und Petite Hermine befuhr und erkundete.
Eine dritte Reise soll nicht erfolgreich gewesen sein.